# Catalán del Refugio
Catalán del Refugio es una localidad del estado mexicano de Guanajuato. Es parte del municipio de San Diego de la Unión.

## Demografía
| Gráfica de evolución demográfica |
|                                  |

| Censo | Población |
| ----- | --------- |
| 1970  | 76        |
| 1980  | 600       |
| 1990  | 718       |
| 2000  | 839       |
| 2010  | 952       |
| 2020  | 1 119     |